# کاترینا گریگورنکو
کاترینا گریگورنکو (اوکراینی: Катерина Василівна Григоренко؛ زادهٔ ۳۰ اکتبر ۱۹۸۵) اسکی‌باز صحرانوردی اهل اتحاد جماهیر شوروی سوسیالیستی است.وی همچنین از اسکی‌بازان اسکی صحرانوردی در بازی‌های المپیک زمستانی ۲۰۰۶ تا ۲۰۱۴ بوده است.

## شغل
او که در دو المپیک زمستانی شرکت کرده است ، بهترین مقام خود را در رشته دو امدادی ۴ در ۵ کیلومتر در تورین در سال ۲۰۰۶، یعنی هشتمی، و چهار سال بعد ، بهترین مقام انفرادی خود را در رشته ۳۰ کیلومتر در ونکوور ، یعنی رتبه ۲۷، کسب کرد .
بهترین نتیجه گریگورنکو در مسابقات قهرمانی اسکی جهان نوردیک FIS، کسب مقام سی و هشتم در ماده ۳۰ کیلومتر در ساپورو در سال ۲۰۰۷ بود .
بهترین مقام او در جام جهانی، کسب مقام چهلم در ماده ۱۰ کیلومتر در استونی در سال ۲۰۰۹ بود.
گریگورنکو یک فرزند، یک پسر، دارد